# 青山高等学校 (三重県)
青山高等学校（あおやまこうとうがっこう、英: Aoyama High School）は、三重県津市白山町八対野にある学校法人日生学園の運営する私立高等学校。

## 概要
三重県津市の青山高原内にある全寮制の高等学校で、1980年に開校した。過去校名は日生学園第二高等学校（略称は日生学園二、日生第二、日生二）。21世紀に入り、21世紀型グローバル全寮制教育モデルをコンセプトに、創造と自立をモットーに掲げた教育活動を行っている。学校法人日生学園創立50周年を記念して、2015年4月1日より日生学園第二高等学校から青山高等学校に校名変更した。これにともなって、コースを3つに変更し、特別進学Sコース、特別進学コース、進学コースを設けた。就職を軸とし目指す総合コースは実質廃止された。部活動にも力を入れており、放送部、ダンス部、和太鼓部などが全国大会に出場している。
かつては日生学園附属中学校が併設されていたが、1988年に日生学園第一高等学校に併設のため移転した（桜丘中学校・高等学校を参照）。また、所在地には学校法人日生学園の本部および休園中の日生学園附属幼稚園が書類上登録されている。
2007年に一新された制服は桜丘高等学校卒業生でもあるデザイナー永澤陽一のデザインによる。

## 沿革
- 1980年 - 日生学園第二高等学校（にっせいがくえんだいにこうとうがっこう）として開校[1]。
- 1982年 - 日生学園附属中学校と附属幼稚園を本校の敷地内に設置[1]。
- 1987年 - 普通科の進学コース、体育コースを設置[1]。
- 1988年 - 進学コースと附属中学校を日生学園第一高等学校（現・桜丘中学校・高等学校）へ移転[1]。普通科の芸術コースを設置[1][注 1][注 2]。
- 2015年4月 - 学校法人日生学園創立50周年を記念して学校名を青山高等学校に変更[2][3]。

## 設置学科・コース
- 普通科
  - 特進Sコース
  - 特進コース
  - 進学コース

## 部活動等の実績
- 男子硬式野球部[注 3][注 4]
  - 1983年 - 三重県夏季大会ベスト4
  - 1987年 - 三重県夏季大会ベスト4、三重県秋季大会準優勝（東海大会出場）
  - 1988年 - 三重県夏季大会ベスト8、三重県秋季大会優勝（東海大会準優勝で翌年の第61回選抜高等学校野球大会出場）
  - 1989年 - 第61回選抜高等学校野球大会出場、三重県夏季大会ベスト16
  - 1990年 - 三重県春季大会ベスト8
  - 1991年 - 三重県秋季大会ベスト4（4位）
  - 1992年 - 三重県春季大会ベスト8、三重県夏季大会ベスト8、三重県秋季大会ベスト4（3位で東海大会出場）
  - 1993年 - 三重県春季大会ベスト8、三重県夏季大会ベスト8、三重県秋季大会準優勝（東海大会出場）
  - 1994年 - 三重県夏季大会ベスト16
  - 1999年 - 三重県春季大会ベスト4（4位）
  - 2000年 - 三重県春季大会ベスト4（3位）、三重県夏季大会優勝で第82回全国高等学校野球選手権大会出場
  - 2001年 - 三重県夏季大会ベスト8
  - 2002年 - 三重県夏季大会ベスト16
  - 2005年 - 三重県春季大会ベスト4（4位）、三重県夏季大会ベスト16
  - 2006年 - 三重県春季大会ベスト8、三重県夏季大会ベスト4、三重県秋季大会ベスト8
  - 2007年 - 三重県夏季大会ベスト8、三重県秋季大会準優勝（東海大会出場）
  - 2008年 - 三重県秋季大会ベスト4（4位）
  - 2010年 - 三重県夏季大会ベスト16
- 男子サッカー部
  - 2002年 - 第81回全国高等学校サッカー選手権大会出場
- 陸上競技部
  - 1990年 - 東海大会出場
- 水泳部
  - 2007年 - 東海大会出場
- 空手部
  - 2007年 - 東海大会出場
- 演劇部
  - 2006年 - 三重県高等学校演劇大会最優秀賞・県知事賞受賞（中部高等学校演劇大会出場）
- 放送部
  - 2007年
    - 第54回NHK杯全国高校放送コンテスト三重県大会最優秀賞（ラジオドラマ部門・ラジオドキュメント部門）・奨励賞（アナウンス部門）
    - 第54回NHK杯全国高校放送コンテスト全国大会出場（ラジオドラマ部門・ラジオドキュメント部門）

  - 2008年
    - 第55回NHK杯全国高校放送コンテスト三重県大会最優秀賞（ラジオドラマ部門・ラジオドキュメント部門・アナウンス部門）・奨励賞（テレビドキュメント部門・アナウンス部門）
    - 第55回NHK杯全国高校放送コンテスト全国大会出場（ラジオドラマ部門・ラジオドキュメント部門・アナウンス部門）
    - 第32回全国高校総合文化祭ぐんま’08 放送部門オーディオピクチュアー(AP)部門出場

  - 2009年
    - 第56回NHK杯全国高校放送コンテスト三重県大会最優秀賞（ラジオドキュメント部門・テレビドラマ部門・朗読部門）・奨励賞（アナウンス部門・朗読部門）
    - 第56回NHK杯全国高校放送コンテスト全国大会出場（ラジオドキュメント部門・テレビドラマ部門・朗読部門）
- ダンス部
  - 2009年 - 全国高等学校ダンスドリル選手権大会ミスダンスドリルチーム全国大会2009出場 HIP-HOP(ショート)部門6位
  - 2011年 - ミスダンスドリルインターナショナル世界大会優勝

## アクセス
- 近鉄大阪線榊原温泉口駅 車で10分
- （名古屋方面より）伊勢自動車道 久居IC 車で30分
- （大阪方面より）名阪国道 上野東IC 車で40分

## 卒業生（著名人）
- 浜田雅功 - お笑い芸人（ダウンタウン）。在学時は副学寮長を務めていた[4]。1981年度、第2期生。
- 鮫島秀旗 - 元・プロ野球選手（ヤクルトスワローズ）。1991年度、第12期生。
- 伊藤元昭 - 実業家・俳優・歌手。1992年度、第13期生。
- 山口賢一 - プロボクサー（WBO Asia-Pacific チャンピオン）。1998年度、第19期生。
- 尾崎瑛一郎 - プロサッカー選手[5]。2002年度、第23期生。
- 千葉和彦 - プロサッカー選手[6]。2003年度、第24期生。
- 川畑隼人 - 元・プロバスケットボール選手。2004年度、第25期生。
- 仲條リチャード聖也 - 芸人（電撃ネットワーク）。2008年度、第29期生。

## 系列校
- 桜丘中学校・高等学校 (三重県)
- 自由ヶ丘高等学校 (兵庫県) - 現在、休校中。

## 晨行
- 学校法人日生学園の「晨行（しんぎょう）」の意味では、学園の方針および心を鍛える一環として、1980年代半ば頃までは、トイレ掃除の際にブラシを使用せず素手で全力で便器を磨かせたり、1990年代初頭頃までは、床（窓）掃除も兼ねて四つん這いになり、乾拭き雑巾を使って数分から数十分間（三年次の三学期は五～六時間）、全力で床を磨き続けさせていた。晨行の指導者は大きく腕を振って掛け声を上げる。「心行」とも書く[注 5][注 6]。